# Kenneth Iverson
Kenneth Eugene Iverson (Camrose, Alberta, 17 de dezembro de 1920 — Toronto, 19 de outubro de 2004) foi um matemático canadense.
Desenvolveu as linguagens de programação APL e J. Em 1979 recebeu o Prêmio Turing.
A Iverson se atribui a definição das funções piso e teto pelos termos floor e ceiling, com seus respectivos símbolos ⎣ ⎦ e ⎡ ⎤. Outra notação a ele atribuída são os chamados colchetes de Iverson.